# HMS Gotland (1933)
Pour les articles homonymes, voir HMS Gotland (homonymie).
Le HMS Gotland ou Hans Majestäts Skepp Gotland était un croiseur porte-hydravions de la marine royale suédoise.
Le Gotland avait été construit dans les années 1930 pour fournir à la flotte côtière suédoise un support aérien.

## Historique
Les cuirassés de classe Sverige avaient été achevés trop tôt pour être équipés d'hydravions et l'état-major pensa que la construction d'un nouveau navire était plus rationnelle que l'adaptation des navires existants. Dans le cadre du budget 1928-1929, 2,5 millions de couronnes suédoises sont accordés pour celle-ci. Les plans primitifs établis en 1928 ont été réduits pour entrer dans la limite des crédits accordés de 16,5 millions de couronnes. À l'origine, il devait comporter 2 catapultes et emporter jusqu’à 12 hydravions mais n'aura finalement qu'une seule catapulte et une capacité d'emport de 8 avions. Il embarquera finalement seulement 6 Hawker Osprey.
Le Gotland était donc un croisement entre un croiseur léger et un porte-hydravions et, fait assez rare pour un navire d'une telle origine, il était assez réussi. 
Le 20 mai 1941, il envoie dans un rapport de routine que le Bismarck et le Prinz Eugen naviguent vers le nord en direction du Skagerrak, un détroit situé entre le Jutland et le sud de la Norvège. Cette information relayée à la Royal Navy permettra aux Britanniques de contrer l'opération Rheinübung qui se terminera par la perte du cuirassé allemand. 
L'ère des hydravions et des porte-hydravions s'acheva pendant la guerre et le Gotland fut reconverti comme croiseur anti-aérien en 1944, avant de finir sa carrière comme navire de contrôle aérien.